# 真島文吉
真島 文吉（まじま ぶんきち）は、日本のライトノベル作家・小説家。関西在住。

## 来歴
2014年3月末より、アマチュア小説投稿サイト「小説家になろう」で『無名探偵』を公開し、小説家としての活動を始める。
2016年3月、小説家になろうにて連載中であった作品『棺の魔王 (コフィン・ディファイラー)』が、ヒーロー文庫にて書籍化、作家デビュー。
以後全四巻で『棺の魔王』を完結させ、現在姉妹編的位置づけの『魔王の処刑人』を連載、出版している。
Twitterでも画像形式で小説を公開しており、SCPとクトゥルフを融合させたような世界観の『右園死児報告』などの怪奇創作で知られる。
2025年、『右園死児報告』で第5回読者による文学賞スピンオフを受賞。

## 作品
- 棺の魔王 (ヒーロー文庫、全4巻）[3]
- 魔王の処刑人（ヒーロー文庫、既刊2巻）[4]
- さびねこ戦記（こどもノベルプロジェクト、短編、無料公開作品）
- １０文字ホラー２巻＆３巻（共著寄稿）
- 右園死児報告（KADOKAWA）
- 右園死児報告　久（KADOKAWA）